# فلیسیتی اسموک
فلیسیتی اسموک (به انگلیسی: Felicity Smoak) یک شخصیت خیالی در کتب کامیک دی‌سی کامیکس می‌باشد؛ و برای اولین بار، در شمارهٔ ۲۳ مجلهٔ «خشم فایراستورم» در اوت ۱۹۸۴ معرفی شد. وی در ابتدا نابغه کامپیوتری بود که تلاش داشت جلوی ابرقهرمانی به نام «فایراستورم» را به دلیل بی پروایی اش بگیرد و سرانجام همسر دوم ادوارد ریموند و مادربزرگ رونی ریموند، نیمه ای از هویت دوگانه ی فوق العاده ی ابرقهرمان شد،او همسر گرین ارو و عضو ارو تیم است.حضور او در سریال ارو در فصل اول به طور کم رنگ اما از فصل دوم به صورت مداوم بود و در فصل 8 به عنوان مهمان حضور داشت. او نامادری فرزند اولیور کوئین، ویلیام و مادر فرزندشان میا.

## حضور در تلویزیون
نسخه‌ای جدید و یهودی از فلیسیتی توسط بازیگری به نام امیلی بت ریکاردز در سریال‌های دنیای مشترک کماندار ایفا شد. این نسخه به نسخه‌ای از فلیسیتی در کمیک‌های نیو۵۲ شباهت دارد.